# Терентьев, Максим Фёдорович
Макси́м Фёдорович Тере́нтьев (9 августа 1992; Саранск, Россия) — российский футболист, полузащитник.

## Карьера
Воспитанник ДЮСШ «Мордовия» Саранск (первый тренер — Владимир Медведев). В Российской Премьер-лиге дебютировал 10 ноября 2012 года в матче 15-го тура чемпионата 2012/2013 с «Тереком».
В сентябре 2016 года перешёл в феодосийскую «Кафу».